# L'amore tornerà/Anche se mi vuoi
L'amore tornerà / Anche se mi vuoi è il quinto singolo su 7" de Le Anime pubblicato nel 1966 dalla R.T. Club.

## Tracce
Lato A
1. L'amore tornerà (Giovanni Alceo Guatelli, Gabriella Ferrazza)

Lato B
1. Anche se mi vuoi (John Carter, Ken Lewis, Francesco Specchia)